# Нагірне (Яворівський район)
Нагі́рне — село в Україні, у Яворівському районі Львівської області. Населення — 291 особа.
Село було засноване в середині IX століття. До 1945 року село носило назву Пакість. В 1944 році було спалено польськими бандитами.
У 1913 році в селі було збудовано церкву Архистратига Михаїла парафії ПЦУ, але 1915 року церква була зруйнована і відбудована аж 1928-го.
Також в с. Нагірному діє народний дім «Просвіта» і магазин.

## Історія
Село було засноване в середині XIX століття. До 1945 року село носило назву Пакість.
У 1913 році в селі було збудовано церкву Архистратига Михаїла, але в 1915 році церква була зруйнована і відбудована аж у 1928 році.

## Відомі люди
- Пікловська Ірина Павлівна (1964) — українська радянська діячка, бригадир бригади по вирощуванню молодняка великої рогатої худоби радгоспу. Депутат Верховної Ради УРСР 11-го скликання.